# 可均群
可均群是數學上一個特別的局部緊拓撲群G，具備了一種為在G上的有界函數取平均的操作，而且G在函數上的群作用，不會改變所取得的平均。

## 緣起

巴拿赫－塔斯基悖論

在{\displaystyle \mathbb {R} ^{n}}上的勒貝格測度，存在不可測的有界子集。豪斯多夫研究能否在{\displaystyle \mathbb {R} ^{n}}上定義新的測度，使之可以對所有有界子集都是可測的。他要求新的測度保留勒貝格測度的等距變換不變性，就是移動及反射一個有界子集，不會改變其測度。不過，新測度無需有勒貝格測度的σ可加性（可數無限可加性），就是可數無限個不相交子集的測度總和，等於其並集的測度。他只要求新測度滿足較弱的有限可加性，就是有限個不相交子集的測度總和，等於其並集的測度。
但是，豪斯多夫、巴拿赫和塔斯基後來的研究，發現了維度不小於3的{\displaystyle \mathbb {R} ^{n}}中，任意兩個有內點的有界子集，可以將其一分成有限塊，再移動拼合成另一個，這就是著名的巴拿赫－塔斯基悖論。因此3維以上{\displaystyle \mathbb {R} ^{n}}不可能有豪斯多夫所要的測度。而在2維就不存在這種情況。
馮紐曼研究他們的證明，發現問題關鍵不是在{\displaystyle \mathbb {R} ^{n}}的結構，而是在{\displaystyle \mathbb {R} ^{n}}的旋轉群上。3維以上的{\displaystyle \mathbb {R} ^{n}}，其旋轉群有子群是秩2的自由群；而2維時，旋轉群沒有這樣的子群。
於是豪斯多夫原來的測度問題，可以把對象轉到群上面。新的問題是：在一個群G上，是否存在有限可加的概率測度{\displaystyle \mu }，是G-不變的，即是在G對其中的子集的群作用下不變：對任何{\displaystyle E\subset G}和任何{\displaystyle g\in G}，{\displaystyle \mu (gE)=\mu (E)}。這樣的概率測度稱為不變平均。（函數以這測度積分，像是取加權平均。）由此產生了可均群的概念。因為有限可加測度不像σ可加測度有好的理論，便改為考慮與有限可加測度對應的連續線性泛函。

## 外文名稱
可均群的德文名稱Mittelbare Gruppe，法文名稱groupe moyennable，其中Mittel、moyenne分別為德文及法文中的平均一字，故此Mittelbare，moyennable兩字意思就是可以有平均。英文名稱amenable group，是英國數學家Mahlon M. Day所譯，字面上與德文及法文不同，但這是藉諧音玩的文字遊戲，因為amenable的英式讀音，與"a mean able"相同（用美式讀音就失去諧音效果），故此說出來其實也是「可以有一個平均」。

## 定義
設G為局部緊群。G上存在左哈爾測度{\displaystyle \mu }。考慮在測度空間{\displaystyle (G,\mu )}上的複值本質有界函數空間{\displaystyle L^{\infty }(G)}。
線性泛函{\displaystyle \Lambda :L^{\infty }(G)\to \mathbb {C} }稱為平均，如果{\displaystyle \Lambda }的範數是1，並且是非負的：若實值函數{\displaystyle f\in L^{\infty }(G)}適合{\displaystyle f\geq 0}，則{\displaystyle \Lambda (f)\geq 0}。
如果{\displaystyle \Lambda }是一個平均，則有{\displaystyle \Lambda (1_{G})=1}，其中{\displaystyle 1_{G}}是G的特徵函數。而且對任何實值函數{\displaystyle f\in L^{\infty }(G)}，
{\displaystyle \operatorname {*} {ess\ inf}_{x\in G}f(x)\leq \Lambda (f)\leq \operatorname {*} {ess\ sup}_{x\in G}f}
其中ess sup和ess inf分別是函數的本質上確界和本質下確界。
一個平均是左不變的，如果對任何{\displaystyle s\in G}，{\displaystyle f\in L^{\infty }(G)}，在左作用{\displaystyle s\cdot f(x)=f(s^{-1}x)}下，都有{\displaystyle \Lambda (s\cdot f)=\Lambda (f)}。
局部緊群G如果有一個左不變平均，就稱為可均群。
可均群有很多等價定義。其中一個是Følner條件：
對任何{\displaystyle \epsilon >0}，任何緊子集{\displaystyle C\subset G}，都存在一個緊子集{\displaystyle K\subset G}，{\displaystyle 0<\mu (K)<\infty }，使得對所有{\displaystyle x\in C}都符合不等式
{\displaystyle \mu (xK\triangle K)/\mu (K)<\epsilon }
此處{\displaystyle \triangle }是對稱差。
如果G是可數無限的離散群，Følner條件等價於：
G中存在有限子集{\displaystyle S_{n}}，使得對任何{\displaystyle g\in G}，
{\displaystyle \lim _{n\to \infty }{\frac {\left|gS_{n}\triangle S_{n}\right|}{\left|S_{n}\right|}}=0}
這樣的{\displaystyle (S_{n})}稱為Følner序列。

## 性質
可均群的閉子群都是可均的。
若H是可均群G的閉正規子群，那麼{\displaystyle G/H}是可均群。
若H是局部緊群G的閉正規子群，而且H和{\displaystyle G/H}都是可均群，那麼G也是可均群。
設G是局部緊群，I是有向集合，{\displaystyle (H_{i})_{i\in I}}是G的閉可均子群組成的網，對任何{\displaystyle i\leq j}，有{\displaystyle H_{i}\subset H_{j}}。那麼{\displaystyle H={\overline {\cup _{i\in I}H_{i}}}}是G的可均子群。

## 例子
有限群是可均群。更一般地，緊群是可均群，其哈爾測度是一個不變平均。
整數群{\displaystyle (\mathbb {Z} ,+)}和實數群{\displaystyle (\mathbb {R} ,+)}是可均群，一個在{\displaystyle \mathbb {Z} }或{\displaystyle \mathbb {R} }中長度趨向無窮的有界區間序列是一個Følner序列。
局部緊的阿貝爾群是可均群。因此，局部緊的可解群是可均群：若G是局部緊的可解群，則有導出列
{\displaystyle G=G^{(0)}\triangleright G^{(1)}\triangleright \cdots \triangleright G^{(k)}=\{1\}}
其中{\displaystyle G^{(i+1)}=[G^{(i)},G^{(i)}]}。每個{\displaystyle G^{(i)}/G^{(i+1)}}都是阿貝爾群，所以是可均的，而平凡子群{1}也是可均群。從可均群的性質，得出G是可均群。
一個有限生成群G是次指數增長的，如果G中存在一個有限生成集合S，有對稱性{\displaystyle S=S^{-1}}，使得
{\displaystyle \liminf _{n\to \infty }{\frac {\left|S^{n+1}\right|}{\left|S^{n}\right|}}=1}
次指數增長的有限生成群是可均群。
從定義知對每個{\displaystyle i\in \mathbb {N} }，都存在{\displaystyle n_{i}}使得
{\displaystyle {\frac {\left|S^{n_{i}+1}\right|}{\left|S^{n_{i}}\right|}}<1+{\frac {1}{i}}}
對每個{\displaystyle a\in S}，有{\displaystyle S^{n_{i}},aS^{n_{i}}\subset S^{n_{i}+1}}。對任何{\displaystyle g\in G}都有{\displaystyle \left|gS^{n_{i}}\right|=\left|S^{n_{i}}\right|}。於是
{\displaystyle {\begin{aligned}&\left|aS^{n_{i}}\triangle S^{n_{i}}\right|\\\leq &\left|aS^{n_{i}}\setminus S^{n_{i}}\right|+\left|S^{n_{i}}\setminus aS^{n_{i}}\right|\\\leq &\left|S^{n_{i}+1}\setminus S^{n_{i}}\right|+\left|S^{n_{i}+1}\setminus aS^{n_{i}}\right|\\=&(\left|S^{n_{i}+1}\right|-\left|S^{n_{i}}\right|)+(\left|S^{n_{i}+1}\right|-\left|aS^{n_{i}}\right|)\\=&2(\left|S^{n_{i}+1}\right|-\left|S^{n_{i}}\right|)\end{aligned}}}
每個{\displaystyle g\in G}都可寫成{\displaystyle g=a_{1}a_{2}\cdots a_{m}}。設{\displaystyle g_{0}=e}, {\displaystyle g_{j}=g_{j-1}a_{j}}。用集合關係式{\displaystyle A\triangle B\subset (A\triangle C)\cup (C\triangle B)}，得出
{\displaystyle {\begin{aligned}&\left|gS^{n_{i}}\triangle S^{n_{i}}\right|\\\leq &\left|\bigcup _{j=1}^{m}\left(g_{j-1}S^{n_{i}}\triangle g_{j}S^{n_{i}}\right)\right|\\\leq &\sum _{j=1}^{m}\left|\left(g_{j-1}S^{n_{i}}\triangle g_{j}S^{n_{i}}\right)\right|\\=&\sum _{j=1}^{m}\left|g_{j-1}\left(S^{n_{i}}\triangle a_{j}S^{n_{i}}\right)\right|\\\leq &2m(\left|S^{n_{i}+1}\right|-\left|S^{n_{i}}\right|)\end{aligned}}}
因此
{\displaystyle {\frac {\left|gS^{n_{i}}\triangle S^{n_{i}}\right|}{\left|S^{n_{i}}\right|}}<{\frac {2m}{i}}}
所以{\displaystyle (S^{n_{i}})}是一個Følner序列，故G是可均群。
設{\displaystyle G_{1}}和{\displaystyle G_{2}}是有限生成群，而{\displaystyle G_{2}}是可均的。若{\displaystyle G_{1}}擬等距同構於{\displaystyle G_{2}}，那麼{\displaystyle G_{1}}也是可均群。

秩2的自由群{\displaystyle F_{2}}不是可均群。
設a,b是{\displaystyle F_{2}}的生成元。{\displaystyle F_{2}}的元素都可以用a,b寫成字。假設{\displaystyle F_{2}}有不變平均M。考慮{\displaystyle F_{2}}的一個子集A，A包含所有簡約字以{\displaystyle a^{n}}開首的元素。（n是某個不等於0的整數。）那麼A, bA, {\displaystyle b^{2}A}是{\displaystyle F_{2}}的不相交子集，所以
{\displaystyle {\begin{aligned}3M(1_{A})&=M(1_{A})+M(1_{bA})+M(1_{b^{2}A})\\&\leq M(1_{F_{2}})=1\end{aligned}}}
另一方面，{\displaystyle A\cup aA=F_{2}}，所以
{\displaystyle {\begin{aligned}2M(1_{A})&=M(1_{A})+M(1_{aA})\\&\geq M(1_{F_{2}})\end{aligned}}}
這兩條不等式互相矛盾，故{\displaystyle F_{2}}上不存在不變平均，即{\displaystyle F_{2}}是非可均的。
所以一個群若包含{\displaystyle F_{2}}為離散子群，則不是可均群。
如把n維空間{\displaystyle \mathbb {R} ^{n}}的旋轉群SO(n)看成離散群，則n不小於3時SO(n)包含{\displaystyle F_{2}}為（離散）子群，因此是非可均群，但SO(2)是阿貝爾群，因此是可均群。這是巴拿赫－塔斯基悖論證明中的構造法在n不小於3時可行，在n等於2時不可行的原因。不過若用SO(n)原來的拓撲，則對所有n，SO(n)都是緊群，所以都是可均群。
一個殆連通的局部緊群G是可均群，當且僅當G不包含{\displaystyle F_{2}}為離散子群。（設{\displaystyle G_{e}}是G的單位連通區。若{\displaystyle G/G_{e}}緊緻，則G稱為殆連通群。）
馮紐曼猜想推測非可均群都有子群是秩2的自由群，但是1980年Alexander Ol'shanskii找出反例。他證明了塔斯基魔群是非可均的。G是一個塔斯基魔群，如果有一個固定的素數p，G中所有真子群除了平凡子群外，都是p階循環群。所以塔斯基魔群沒有子群是秩2的自由群。

## 腳註
1. ↑  Pier，Ch. 1 §1.
2. ↑  Paterson，Ch. 0.
3. ↑  Pier，Ch. 2.
4. ↑  Paterson，4.10.
5. ↑  Pier，Prop. 12.1.
6. ↑  Paterson，6.41.
7. ↑  Ghys, de la Harp (éd.)，Ch. 1 Exercice 24.
8. ↑  Paterson，3.8.